# Publio Cornelio Scipione (console 56)
Publio Cornelio (Lentulo?) Scipione (in latino: Publius Cornelius (Lentulus?) Scipio; 24 circa – dopo il 65?) è stato un magistrato e senatore romano, console dell'Impero romano.

## Biografia
Membro dell'illustre famiglia patrizia repubblicana dei Cornelii Lentuli, Scipione era figlio del console suffetto del 24, Publio Cornelio Lentulo Scipione (a sua volta figlio di Publio Cornelio Lentulo Scipione console suffetto nel 2 adottato dal console ordinario del 16 a.C. Publio Cornelio Scipione), e della sua prima, ignota moglie. Zii paterni furono forse Publio Cornelio Scipione Orestino, attestato solo epigraficamente, e Cornelia Orestina, forse identica alla seconda moglie di Caligola in precedenza sposata con Gaio Calpurnio Pisone console suffetto nel 43 o 44 e futuro cospiratore contro Nerone. Dal secondo matrimonio del padre con Poppea Sabina (figlia del console ordinario del 9 e amico di Tiberio, Gaio Poppeo Sabino, ed ex-moglie di Tito Ollio, seguace di Seiano ucciso nel 31, dal quale aveva avuto la futura moglie di Nerone, Poppea Sabina), nacque nel 41/42 il fratellastro di Scipione, Publio Cornelio Scipione Asiatico, console suffetto nel 68. Non è sicuro che Scipione portasse anche il nome di Lentulo, portato dal padre e dal nonno.
La prima menzione di Scipione è probabilmente nel 52: tra le mozioni presentate in senato in onore del liberto Pallante, che aveva fatto passare una penalità per le donne libere che avessero avuto rapporti con schiavi, vi fu quella di Scipione che decretava ringraziamenti pubblici per Pallante, che avrebbe trascurato la sua antica origine dai re di Arcadia per il bene dello stato e accettato di essere solo un consigliere del potere. Tale proposta ha fatto pensare che Scipione potesse essere politicamente vicino ad Agrippina minore, legata a Pallante.
In seguito, Scipione arrivò al vertice dello stato romano: egli fu infatti console ordinario nel 56 al fianco del nobile Quinto Volusio Saturnino (figlio, d'altronde, di una Cornelia della famiglia degli Scipiones) per tutta la prima metà dell'anno: insieme al fratellastro Asiatico, Scipione sarà l'ultimo Lentulo di rango consolare. Il 56 vide il ritorno alla prassi del mandato semestrale dei consoli ordinari, entrambi patrizi, per instaurare buone relazioni con il senato e in particolare con l’aristocrazia patrizia; inoltre, durante il loro mandato, e precisamente il 2 marzo 56, Scipione e Saturnino fecero passare il senatus consultum Volusianum, che imponeva pene a chi distruggesse case o ville a scopo di lucro.
Scipione sembra poi essere stato parte degli Scipioni che, secondo Cassio Dione, nel 59 si umiliavano partecipando agli spettacoli neroniani sul palcoscenico, nel Circo e nel teatro per le esercitazioni di caccia.
L'ultima menzione di Scipione è incerta: è possibile che fosse lui il magister dei sodales Augustales nel 65, ma è stato anche proposto che fosse il fratello Asiatico.